# خالد با وزیر
خالد با وزیر (انگلیسی: Khaled Ba Wazir؛ زادهٔ ۸ مهٔ ۱۹۹۵) بازیکن فوتبال اهل امارات متحده عربی است.